# 天主教赣州教区
天主教赣州教區（拉丁語：Dioecesis Canceuvensis）是天主教在中國江西省南部設立的的一個教區，屬於江西教省。

## 概況
1946年4月11日，聖座在中國設立聖統制，赣州宗座代牧區升格為赣州教區，屬於江西教省。
1950年，赣州教區信徒人數為16,248人、18個堂區、60座聖堂、23位司鐸（15位教區司鐸、8位修會司鐸）和45位修女。教座位於江西省赣州市章贡区大公路的贛州主教座堂。現時，教區自1969年後，教區主教之位一直處於教座出缺狀態。

## 历史
1920年8月25日，聖座從江西南境宗座代牧区劃出江西省贛南道贛州，設立赣州宗座代牧区，並改由遣使會的法國籍會士負責，杜保禄出任宗座署理。1925年，杜保禄成為首任宗座代牧。
1946年4月11日，聖座在中國設立聖統制，贛州宗座代牧區升格為贛州教區，屬於江西教省，和若望出任為贛州教區首任主教。
1949年10月1日，中國共產黨在中國大陸地區建立中華人民共和國，並開始針對天主教進行宗教迫害及打壓，教會已經無法正常運作。1950年代，美國藉的和若望主教及其他外籍傳教士先後被捕和驅逐出境，而需要由中國本地神父繼續管理教區內的教務。
1950年，中國政府在全國各地推動三自愛國運動，強迫神職人員斷絕與教宗共融。陳獨清選舉與政府合作，赣州教區在成立中國天主教友愛會，並在1956年自任為赣州教區代主教。1958年赣州教區的神職人員、修女和信徒由中國政府控制的中國天主教友愛會強迫下選出陳獨清，成為赣州教區主教候選人。同年9月7日，他在南昌總教區由河北保定教區非法主教王其威自選自聖。
1966年至1979年文化大革命期間，教區內的所有宗教活動停止。1969年10月10日，和若望主教在美國康涅狄格州去世，自始教區主教之位一直處於教座出缺狀態。1980年代初，教區逐步恢復宗教活動，但江西省內的教區只有5名神父。1985年，愛國會擅自把江西全省各教區合併為江西教區，並陳獨清擅自出任江西教區主教，但是未獲聖座承認。

## 歷任主教

### 贛州宗座代牧
- 教座出缺（1920年-1925年）
  - 宗座署理杜保禄主教, C.M.（1920年7月21日-1925年5月12日）：法国籍[5]
- 杜保禄主教,C.M.（1925年5月12日-1931年7月3日）：法国籍，1931年出任南昌宗座代牧。
  - 助理宗座代牧和若望主教, C.M.（1927年12月15日-1931年7月3日）：美國籍
- 和若望主教, C.M.（1931年7月3日-1946年4月11日）：美國籍[6]

### 贛州主教
- 和若望主教, C.M.（1946年4月11日-1969年10月10日）：美國籍
- 教座出缺（1969年-現在）
  - 陳獨清神父（1958年-1990年8月25日）1958年自選自聖，未獲聖座承認。[7][8][9][10]